# Cordillera Malla-Malla
La cordillera Malla-Malla  es un cordón de montañas situado en la Región del Biobío que se levanta a unos 2500 m de altitud, entre el volcán Callaqui y el volcán Copahue.: 518 